# برق خورشیدی متمرکز

کالکتور سهموی برای تمرکز نور بر لوله‌ها

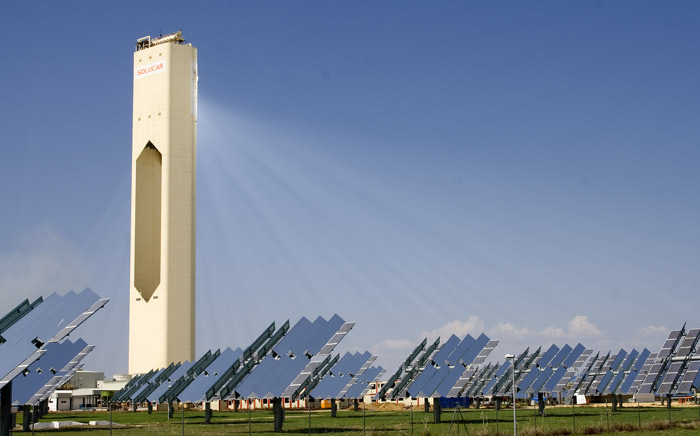
کالکتور با برج خورشیدی

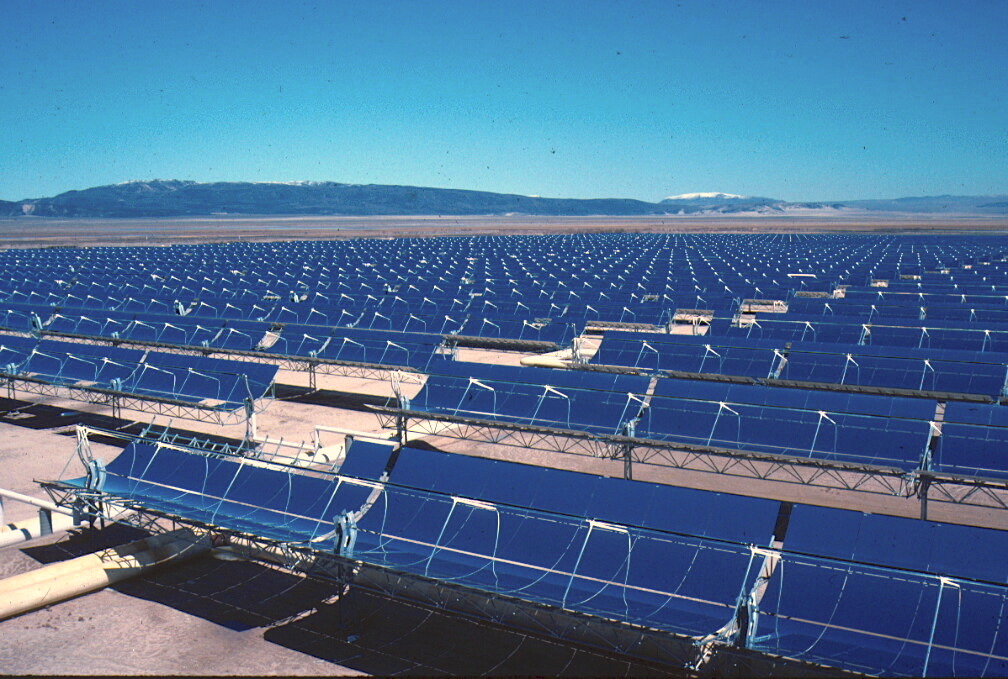

متمرکزکنندهٔ توان خورشید (به انگلیسی: Concentrated solar power) سامانه‌ای که توان خورشیدی را با استفاده از آینه و لنز برای جمع‌آوری میزان زیادی از نور یا انرژی حرارتی خورشیدی در یک سطح کوچک جمع‌آوری می‌کند. بعد از جمع‌آوری نور و انتقال گرما با یک ماشین گرمایی (معمولاً توربین بخار) از انرژی جمع‌آوری شده برای تولید الکتریسیته استفاده می‌شود.
در سال ۲۰۱۷، CSP کمتر از ۲ درصد از ظرفیت نصب‌شده در سراسر جهان از نیروگاه‌های خورشیدی را دارا بود.
تا سال 2021، ظرفیت نصب شده جهانی انرژی خورشیدی متمرکز 6.8 گیگاوات بود. از سال 2023، با راه اندازی سه پروژه جدید در چین و در دبی در امارات متحده عربی، مجموع آن اکنون 7.5 گیگاوات است.
آزمایشگاه ملی انرژی های تجدیدپذیر ایالات متحده (NREL) یک پایگاه داده کامل از وضعیت فعلی همه نیروگاه های متمرکزکنندهٔ توان خورشید در سطح جهان، خواه در حال ساخت، تعطیل یا در حال کار، نگهداری می کند. داده ها شامل جزئیات جامعی مانند ظرفیت، نوع اجزای بلوک قدرت، تعداد ساعات ذخیره انرژی حرارتی، و اندازه توربین است.

## مقایسه برق خورشیدی متمرکز و سایر منابع برق
به عنوان یک نیروگاه تولید انرژی حرارتی، متمرکز کننده خورشیدی شباهت بیشتری با نیروگاه های حرارتی مانند زغال سنگ، گاز یا زمین گرمایی دارد. یک نیروگاه CSP می‌تواند دارای ذخیره‌سازی انرژی حرارتی باشد که انرژی را به صورت گرمای محسوس یا به صورت گرمای نهان (به عنوان مثال با استفاده از نمک مذاب) ذخیره می‌کند، که این نیروگاه‌ها را قادر می‌سازد تا هر زمان اعم از روز یا شب، به تامین برق ادامه دهند.
این امر باعث می شود که CSP به شکل یک نیروگاه خورشیدی فرمانپذیر باشد. انرژی تجدیدپذیر فرمانپذیر به ویژه در مکان هایی که هم اکنون نفوذ استفاده از انرژی فتوولتائیک، مانند کالیفرنیا، زیاد است، بسیار ارزشمند است. زیرا تقاضا برای برق، نزدیک به غروب خورشید به اوج خود می رسد، درست زمانی که ظرفیت برداشت انرژی خورشیدی کاهش می یابد؛  پدیده ای که به عنوان منحنی اردک شناخته می شود.
نیروگاه CSP اغلب با خورشیدی فتوولتائیک (PV) مقایسه می شود، زیرا هر دو از انرژی خورشیدی استفاده می کنند. در حالی که PV خورشیدی در طول دهه 2010 رشد زیادی را تجربه کرد که به دلیل کاهش قیمت‌های آن بود. اما رشد CSP خورشیدی به دلیل مشکلات فنی و قیمت‌های بالاتر آن، کند بوده است.
در سال 2017، CSP کمتر از 2٪ از ظرفیت نصب شده نیروگاه های برق خورشیدی در سراسر جهان را به خود اختصاص داده بود با این حال، CSP می‌تواند به راحتی انرژی را در طول شب ذخیره کند و آن را با ژنراتورهای فرمانپذیر و نیروگاه‌های بار پایه، رقابتی‌تر می‌کند.
پروژه DEWA در دبی که در سال 2019 در حال ساخت بود، رکورد جهانی کمترین قیمت CSP را با 73 دلار آمریکا به ازای هر مگاوات ساعت  را برای این پروژه 700 مگاواتی ترکیبی ثبت کرد. تعرفه بار پایه CSP در منطقه بسیار خشک آتاکامای شیلی در مزایده های سال 2017 به زیر 50 دلار در مگاوات ساعت رسید.